# Frank Lampard sr.
Frank Richard George Lampard (senior) (East Ham, 20 september 1948) is een Engels voormalig betaald voetballer die 18 seizoenen voor West Ham United uitkwam als linkervleugelverdediger, van 1967 tot 1985. Hij is de vader van Chelsea-icoon Frank Lampard.

## Biografie
Frank Lampard is de zoon van Frank Richard Lampard (1920–1953) en Hilda D. Stiles (°1928). Hij speelde van 1967 tot 1985 in het eerste elftal van West Ham United, in de jaren tachtig Engelse subtop. Lampard, die steevast met rugnummer 3 speelde, won tweemaal de FA Cup met West Ham, namelijk in 1975 en 1980.
Lampard speelde meer dan 600 officiële wedstrijden voor de club, waarvan 551 wedstrijden in competitieverband. Op 2 november 1976 kreeg Lampard een testimonial. Zijn laatste seizoen als profvoetballer, het seizoen 1985/86, bracht Lampard door bij Southend United. Lampard speelde 33 competitiewedstrijden voor Southend.
Zijn beroemde zoon, Frank, Jr., kwam tijdens de beginjaren van zijn loopbaan voor West Ham United uit, van 1996 tot 2001.

## Erelijst
| Competitie                      |                 |                 |
| Competitie                      | Aantal          | Jaren           |
| West Ham United                 | West Ham United | West Ham United |
| ------------------------------- | --------------- | --------------- |
| Football League Second Division | 1x              | 1980/81         |
| FA Cup                          | 2×              | 1975, 1980      |